# スーパーフラワーレッスン
『スーパーフラワーレッスン』は、2011年4月2日から2011年10月1日までNHK Eテレで放送されたテレビ番組である。

## 概要
パリで活躍するトップフローリスト、カトリーヌ・ミュレーがフラワーデザインのテクニックを伝授する教養番組であった。

## 放送時間
土曜日 21:30 - 21:55／金曜日 11:00 - 11:25

## 出演者
- 講師：カトリーヌ・ミュレー
- アシスタント：西岡あかね

## 放送リスト
| 回 | 初回放送日    | サブタイトル                                    | レッスンテーマ                                                                                     |
| -- | ------------- | ----------------------------------------------- | -------------------------------------------------------------------------------------------------- |
| 1  | 2011年4月2日  | 花のある暮らしへようこそ!                       | ブーケ・オートクチュール2011                                                                       |
| 2  | 2011年4月9日  | 心を贈るブーケ                                  | 田園風プレゼントブーケ                                                                             |
| 3  | 2011年4月16日 | 花を贈りましょう                                | 愛の告白サプライズブーケ                                                                           |
| 4  | 2011年4月23日 | 器で花をドレスアップ!                           | カントリースタイル，モダンスタイル，バロックスタイル                                               |
| 5  | 2011年4月30日 | テーブルを花でかざりましょう                    | アジサイのフラワーケーキ，ニンジンのフラワーケーキ                                                 |
| 6  | 2011年5月7日  | パリ流ホームパーティー                          | パリ風パーティースタイル                                                                           |
| 7  | 2011年5月14日 | 週末は花に囲まれて                              | 週末は素敵な花に囲まれて                                                                           |
| 8  | 2011年6月4日  | 夏を予感させるフラワーデザイン                  | 夏の野菜ルバーブを使ったアレンジ                                                                   |
| 9  | 2011年6月11日 | パリ流ウエディングブーケ                        | 伝統的なボールブーケ，花が溢れるキャスケードブーケ，自分で作る。簡単!クラッチブーケ                |
| 10 | 2011年6月18日 | カーネーションを楽しむ                          | 赤いカーネーションのクラシックスタイルブーケ，緑のカーネーションでモダンスタイルのナチュラルブーケ |
| 11 | 2011年6月25日 | パリの旅先でアパルトマンを飾る                  | コンクリートブロックのアレンジ，ガラス管をつないだデザイン花瓶のアレンジ，小さなガラス瓶のアレンジ |
| 12 | 2011年7月2日  | バラを楽しむ 1                                  | マリーアントワネットスタイル，バラのフラットブーケ                                                 |
| 13 | 2011年7月9日  | バラを楽しむ 2                                  | バラのシャンデリア，バロック調の器を使ったバラのアレンジ                                           |
| 14 | 2011年7月16日 | お店を飾りましょう                              | 宝飾時計店を飾る                                                                                   |
| SP | 2011年7月23日 | カトリーヌと行く“世界で一番バラを愛する村”      | |
| 15 | 2011年8月20日 | 夏の花ダリアを楽しむ                            | ダリアを使ったカトリーヌ流ゴッホスタイル，ダリアを使ったキューブ型ブーケ                           |
| 16 | 2011年8月27日 | “グリーン”と“実もの”を主役に                    | 田園風ブーケ，フルーツバスケット                                                                   |
| 17 | 2011年9月3日  | パリで暮らす日本人のお宅を飾る                  | 和と洋が融合した雰囲気あふれるパリのアパルトマンを飾る                                             |
| 18 | 2011年9月17日 | 色の魔法                                        | 色の組み合わせ方，色の違いで魅せるスイートピーのブーケ，ほくろのブーケ                             |
| 19 | 2011年9月24日 | リースで遊ぶ                                    | テーブルリース，クリスマスリース                                                                   |
| 20 | 2011年10月1日 | カトリーヌ一家がピクニック 花のある暮らしの歓び | 野原のティアラ，野原のブーケ                                                                       |